# Yaguine Koita und Fodé Tounkara
Yaguine Koïta (* 25. September 1984) und Fodé Tounkara (* 6. April 1985) waren zwei 15 beziehungsweise 14 Jahre alte Jugendliche aus dem westafrikanischen Guinea, die am 28. Juli 1999 als blinde Passagiere in einer Maschine vom Typ Airbus A330 der Sabena (Flug 520) von Conakry (Guinea) nach Brüssel (Belgien) flogen und auf diesem Flug erfroren. Ihre Leichen wurden am 2. August 1999 auf dem Internationalen Flughafen Brüssel entdeckt, nachdem sie insgesamt drei Hin- und Rückflüge zwischen Brüssel und Conakry hinter sich hatten. Die Jungen trugen Plastiksäcke bei sich, in denen sich Geburtsurkunden, Schulzeugnisse, Fotos und Adressen von Verwandten in Europa befanden. 
Außerdem fand der belgische Pathologe, der zu den Toten gerufen wurde, einen zweiseitigen, in gebrochenem Französisch geschriebenen Brief, der weltweit in den Medien publiziert wurde. In dem Brief wenden sich die Jugendlichen an die politischen Machthaber Europas und bitten um Hilfe für die afrikanische Jugend, die sich durch ihre hoffnungslose Lage zur Migration in reiche Länder gezwungen sieht.
Die Regierung von Guinea versuchte, den Vorfall möglichst klein zu halten. Da das internationale Echo jedoch immens war, erhielten die beiden Jugendlichen eine Beerdigungsfeier in der Großen Moschee in der Hauptstadt Conakry.

## Film
Der 2005 produzierte Film Afrika, frühmorgens (Un matin bonne heure) des guineisch-französischen Regisseurs Gahité Fofana erzählt die Geschichte Yaguines und Fodés nach.